# بازی‌های آفریقایی ۱۹۹۱
بازی‌های آفریقایی ۱۹۹۱ (عربی: الألعاب الإفريقية الخامس‎) یک رویداد چندورزشی است که از ۲۰ سپتامبر تا ۱ اکتبر ۱۹۹۱ در قاره، مصر برگزار شده است.

## ورزش‌ها
- دو و میدانی  (جزئیات)
- بسکتبال  (جزئیات)
- بوکس  (جزئیات)
- دوچرخه‌سواری  (جزئیات)
- فوتبال  (جزئیات)
- ژیمناستیک  (جزئیات)
- هندبال  (جزئیات)
- هاکی روی چمن  (جزئیات)
- جودو  (جزئیات)
- کاراته  (جزئیات)
- تیراندازی  (جزئیات)
- شنا  (جزئیات)
- تنیس روی میز  (جزئیات)
- تکواندو  (جزئیات)
- تنیس  (جزئیات)
- والیبال  (جزئیات)
- وزنه‌برداری  (جزئیات)
- کشتی  (جزئیات)

## جدول مدال‌ها
*   کشور میزبان (مصر)
| رتبه            | کشور                | طلا | نقره | برنز | مجموع |
| --------------- | ------------------- | --- | ---- | ---- | ----- |
| ۱               | مصر (EGY)*          | ۹۰  | ۵۳   | ۵۲   | ۱۹۵   |
| ۲               | الجزایر (ALG)       | ۴۹  | ۳۶   | ۳۴   | ۱۱۹   |
| ۳               | نیجریه (NGR)        | ۴۳  | ۵۱   | ۴۳   | ۱۳۷   |
| ۴               | کنیا (KEN)          | ۱۳  | ۱۷   | ۱۸   | ۴۸    |
| ۵               | زیمبابوه (ZIM)      | ۸   | ۳    | ۱۳   | ۲۴    |
| ۶               | تونس (TUN)          | ۶   | ۴    | ۱۰   | ۲۰    |
| ۷               | ساحل عاج (CIV)      | ۴   | ۵    | ۳    | ۱۲    |
| ۸               | اتیوپی (ETH)        | ۴   | ۳    | ۵    | ۱۲    |
| ۹               | نامیبیا (NAM)       | ۴   | ۲    | ۶    | ۱۲    |
| ۱۰              | سنگال (SEN)         | ۳   | ۴    | ۱۱   | ۱۸    |
| ۱۱              | غنا (GHA)           | ۲   | ۴    | ۶    | ۱۲    |
| ۱۲              | آنگولا (ANG)        | ۲   | ۳    | ۵    | ۱۰    |
| ۱۳              | موزامبیک (MOZ)      | ۲   | ۰    | ۰    | ۲     |
| ۱۴              | موریس (MRI)         | ۱   | ۵    | ۶    | ۱۲    |
| ۱۵              | کامرون (CMR)        | ۱   | ۴    | ۱۰   | ۱۵    |
| ۱۶              | تانزانیا (TAN)      | ۱   | ۳    | ۱    | ۵     |
| ۱۷              | اوگاندا (UGA)       | ۱   | ۱    | ۲    | ۴     |
| ۱۸              | زامبیا (ZAM)        | ۱   | ۰    | ۳    | ۴     |
| ۱۸              | گابن (GAB)          | ۱   | ۰    | ۳    | ۴     |
| ۲۰              | لسوتو (LES)         | ۰   | ۳    | ۳    | ۶     |
| ۲۱              | ماداگاسکار (MAD)    | ۰   | ۲    | ۹    | ۱۱    |
| ۲۲              | لیبی (LBA)          | ۰   | ۱    | ۵    | ۶     |
| ۲۳              | سیشل (SEY)          | ۰   | ۱    | ۲    | ۳     |
| ۲۴              | آفریقای مرکزی (CAF) | ۰   | ۱    | ۰    | ۱     |
| ۲۴              | سیرالئون (SLE)      | ۰   | ۱    | ۰    | ۱     |
| ۲۶              | بورکینافاسو (BUR)   | ۰   | ۰    | ۲    | ۲     |
| ۲۶              | زئیر (ZAI)          | ۰   | ۰    | ۲    | ۲     |
| ۲۸              | بوتسوانا (BOT)      | ۰   | ۰    | ۱    | ۱     |
| ۲۸              | سوازیلند (SWZ)      | ۰   | ۰    | ۱    | ۱     |
| ۲۸              | کنگو (CGO)          | ۰   | ۰    | ۱    | ۱     |
| مجموع (۳۰ کشور) | مجموع (۳۰ کشور)     | ۲۳۶ | ۲۰۷  | ۲۵۷  | ۷۰۰   |